# Eutelia melanephra
Eutelia melanephra là một loài bướm đêm trong họ Noctuidae.